# مصلى الجنائز (المسجد النبوي)
مصلى الجنائز، هو مصلى يقع في الجانب الشرقي من الحجرة النبوية في المسجد النبوي، والذي كان النبي محمد يصلي على الجنائز فيه، ويقع الآن داخل الشباك الشرقي بالنسبة للحجرة النبوية.